# Премія імені Сергія Шпойнаровського

Сергій Шпойнаровський (1858—1909)

Премія імені Сергія Шпойнаровського — премія за успіхи в педагогічній діяльності.
Премія імені Сергія Шпойнаровського заснована 1993 року Кіцманською районною радою Чернівецької області для нагородження найкращих педагогів району.
На Кіцманщині провідним навчальним закладом є Кіцманський ЗНЗ І-ІІІ ст. Заснований у 1780 році, перший на Буковині заклад протягом наступних 70 років був єдиним в повіті.
1904 року в місті Кіцмані відкрили цісарсько-королівську гімназію з руською мовою викладання.

Першим директором ц.-к. Кіцманської гімназії був призначений відомий педагог Буковини Сергій Шпойнаровський (1858—1909), який доклав чимало зусиль для розвитку цього навчального закладу, був автором «Української читанки», за якою вчилися гімназисти Західної України.